# Mordellistena leveyi
Mordellistena leveyi là một loài bọ cánh cứng trong họ Mordellidae. Loài này được Batten miêu tả khoa học năm 1989.